# Beep
"Beep" é uma canção gravada pelo girl group americano The Pussycat Dolls, incluída no seu primeiro álbum de estúdio, PCD (2005), e lançada como terceiro single do mesmo. Ele apresenta will.i.am do the Black Eyed Peas que compôs a música com textos adicionais de Kara DioGuardi e Jeff Lynne e produção adicional de Ron Fair. A música contém uma amostra de "Evil Woman", da Electric Light Orchestra.

## Informações
As Pussycat Dolls eram originalmente um grupo de cabaré burlesco formado em 1995 pela coreógrafa Robin Antin. Em 2004, depois que Antin negociou um contrato com a gravadora Interscope Records, As Pussycat Dolls se transformaram em um conjunto musical sob a supervisão de Antin e do então presidente e produtor da A&M Records, Ron Fair. Depois de contratar Nicole Scherzinger como vocalista, elas começaram a trabalhar com Fair, que produziu PCD, o primeiro álbum do grupo em 2005.

## Composição
"Beep" é uma música pop que foi escrita por William Adams, Kara DioGuardi, Jeff Lynne na clave de sol menor. O gancho de corda instrumental é uma amostra de "Evil Woman" (1975) do Electric Light Orchestra. Os críticos notaram que a canção era similar a "My Humps" (2005) do Black Eyed Peas; ambos foram produzidos e escritos por will.i.am.
Spence D., da IGN, observou que "a música é uma mistura, misturando cordas lisas para essa vibe pop orquestrada, e então misturando isso com um groove funk, embora menosprezado. É como duas músicas em uma, embora uma das músicas parece uma reminiscência do pop estéril dos anos 80. De acordo com a partitura publicada no Musicnotes.com pela Sony/ATV Music Publishing, a "canção de empoderamento feminino" tem uma assinatura de tempo definida em tempo comum, com um tempo de 104 batimentos por minuto. A melodia é composta principalmente por cordas cinematográficas e possui uma cítara no meio oitavo, e usa uma batida feita sob medida.

## Recepção da crítica
"Beep" recebeu críticas positivas principalmente dos críticos modernos. Quando revendo PCD, Lisa Haines descreveu "Beep" como uma melodia de destaque.  Chuck Arnold da People, descreveu a canção como "sem vergonha". No no entanto, Sal Cinquemani, da Slant Magazine escreveu que a canção é um material "degradante". John Murphy do musicOMH, descreveu a canção como "estranhamente sem sexo", "branda", "maçante" e "muito droga". Senior editor da revista Billboard, Chuck Taylor descreveu a canção como "clichê e exagerada". Ele terminou sua resenha escrita "Tivemos maiores expectativas." Miriam Zendle da Digital Spy, atribuído a canção 1 em 5 estrelas criticando will.i.am por "fazer soar pretensioso e muito esforçado" e observou que o "terrível rap e incrivelmente curto e repetitivo sample da canção" arruina qualquer "tentativa de fazer a música de qualquer maneira sexual". Ela prosseguiu dizendo que o grupo falha miseravelmente quando "entra em outra direção indefinida".

## Desempenho comercial
"Beep" estreou no número noventa e três sobre da Billboard Hot 100 e acabou por alcançar o número treze, tornando-se terceiro tema top 20 consecutivo do grupo. Apesar disso, não conseguiu igualar o sucesso de seus antecessores, "Don't Cha" e "Stickwitu" (ambos chegaram top 10 da Billboard Hot 100). No Canadá, "Beep" não foi um sucesso comercial, atingindo o número quarenta e oito no número quarenta e cinco no Canadian BDS Airplay e Canadian Singles Chart. No UK Singles Chart, "Beep" estreou e atingiu um pico de número dois, com vendas de 29.212 cópias. "Beep" também foi um sucesso na Irlanda, onde chegou a posição de número dois no Irish Singles Chart, graças ao sucesso da canção no Reino Unido. "Beep" conseguiu terceiro top 3 consecutivo das Dolls lá.
"Beep" também foi bem sucedida em toda a Oceania. Na Austrália, "Beep" estreou e atingiu um pico de número três durante duas semanas não-consecutivas na Australian ARIA Singles Chart, tornando-se terceiro top 3 consecutivo do grupo lá também, e foi certificado Ouro pela ARIA por vender mais de 35.000 cópias. "Beep" foi classificado como o 24º melhor vendedor na Austrália em 2006, e foi uma das quatro músicas das Pussycat Dolls que entraram no Australian ARIA de fim de ano em 2006, junto com "Stickwitu", "Buttons" e "I Don't Need A Man". Na Nova Zelândia, "Beep" estreou no número vinte e cinco no Singles Chart da Nova Zelândia, e na semana seguinte alcançou o auge no número 1, onde passou sete semanas consecutivas, tornando-se o terceiro número um consecutivo do grupo lá. "Beep" terminou como o segundo melhor vendedor do ano, e é o single mais bem sucedido do grupo até hoje.
"Beep" também foi um sucesso na Europa e marcou uma posição de pico de número dois no European Hot 100. "Beep" se saiu o melhor na Bélgica, onde ele liderou a parada de singles por uma semana, tornando-se segundo single número um das Dolls lá depois de "Don't Cha". "Beep" também foi um sucesso nos Países Baixos, ao atingir a posição número dois seguindo seus predecessores, "Dont' Cha" e "Stickwitu". "Beep" alcançou o top 5 na Noruega, o top 10 na Alemanha, Áustria, Suíça e França e o top 20 na Suécia.

## Videoclipe

Nicole e Will.i.am durante o videoclipe da canção.

O videoclipe foi filmado em outubro de 2005, tendo como diretor Benny Boom. Cmeça mostrando as Pussycat Dolls em um apartamento. Em seguida Nicole e will.i.am entram em um elevador. will.i.am explica sua atração e Nicole responde ignorando os olhares de will. Ela entra no apartamento onde estão as demais Dolls, cumprimenta as meninas e durante os trechos da canção, as Pussycat Dolls são vistas em danças solo. Na segunda parte da canção, as Pussycat Dolls dançam juntas enquanto will.i.am é visto andando de bicicleta pelos corredores do apartamento. Depois disso, entra Carmit Bachar cantando e dançando com will.i.am. Logo após, as Dolls chegam em um club e começam a dançar, é depois disso, que Melody canta um trecho solo antes do termino da canção,que fica por conta de Nicole e will.i.am.

## Álbuns & Faixas
| Álbum Single - Estados Unidos 1. "Beep" (Versão do Álbum) 2. "Beep" (Instrumental) 3. "Beep" (Reggaeton Remix) Álbum Single - Estados Unidos (iTunes) 1. "Beep" (Versão do Álbum) 2. "Beep" (Videoclipe) Álbum Single 1 - Reino Unido 1. "Beep" (Versão do Álbum) 2. "Hot Stuff (I Want You Back)" (Remix Version) | Álbum Single 2 - Reino Unido 1. "Beep" (Versão do Álbum) 2. "Hot Stuff (I Want You Back)" (Remix Version) 3. "Beep" (Videoclipe - CD-Rom) 4. "Sway" (Videoclipe - CD-Rom) Álbum Single - União Européia 1. "Beep" (Versão do Álbum) 2. "Don't Cha" (Versão Ao Vivo) 3. "Hot Stuff (I Want You Back)" (Remix Version) 4. "Beep" (Videoclipe) |

## Créditos e equipe
Créditos adaptados do encarte do PCD.
Sample
- Contém uma amostra da gravação "Evil Woman", escrito por Jeff Lynne, interpretada por Electric Light Orchestra.

Equipe
- JD Andrews – vocal gravação
- Charlie Bisharat –  violino elétrico
- Ariel Chobaz – assistente de engenharia de mixagem
- Kara DioGuardi – composição
- Mike "Angry" Eleopoulos – engenharia adicional
- Ron Fair – produção adicional, produção vocal, arranjo, arranjo de cordas e conduta, wurlitzer
- Tal Herzberg – engenharia, Pro Tools, programação adicional, baixo
- The PCD Orchestra – cordas
- Dave "Hard Drive" Pensado – mixagem
- Bill Schnee – gravação
- will.i.am – composição, produção

## Desempenho nas tabelas musicais
| Chart (2006)                                   | Maior posição |
| ---------------------------------------------- | ------------- |
| O campo songid é OBRIGATÓRIO PARA PARADA ALEMÃ | 5             |
| Austrália (ARIA)                               | 3             |
| Austrália (ARIA Urban)                         | 1             |
| Áustria (Ö3 Austria Top 75)                    | 7             |
| Bélgica (Ultratop 50 de Flandres)              | 1             |
| Bélgica (Ultratop Dance de Flandres)           | 4             |
| Bélgica (Ultratop 50 da Valônia)               | 7             |
| Bélgica (Ultratop Dance da Valônia)            | 4             |
| Dinamarca (Tracklisten Airplay)                | 9             |
| Eslováquia (Rádio Top 100)                     | 37            |
| Estados Unidos (Billboard Hot 100)             | 13            |
| Estados Unidos (Billboard Mainstream Top 40)   | 12            |
| Estados Unidos (Billboard Rhythmic)            | 27            |
| Finlândia (Suomen virallinen lista)            | 11            |
| França (SNEP)                                  | 10            |
| Irlanda (IRMA)                                 | 2             |
| Itália (FIMI)                                  | 10            |
| Noruega (VG-lista)                             | 3             |
| Nova Zelândia (Recorded Music NZ)              | 1             |
| Países Baixos (Single Top 100)                 | 2             |
| República Checa (Rádio Top 100)                | 6             |
| Reino Unido (UK Singles Chart)                 | 2             |
| Reino Unido (OCC UK R&B)                       | 2             |
| Suécia (Sverigetopplistan)                     | 15            |
| Suíça (Schweizer Hitparade)                    | 6             |

| Chart (2006)                          | Posição |
| ------------------------------------- | ------- |
| Alemanha (Official German Charts)     | 39      |
| Austrália (ARIA)                      | 24      |
| Austrália (ARIA Urban)                | 6       |
| Austrália (Austrian Singles Chart)    | 51      |
| Bélgica (Ultratop 50 Flanders)        | 15      |
| Bélgica (Ultratop 50 Wallonia)        | 28      |
| EUA (Billboard Hot 100)               | 84      |
| EUA (Billboard Pop Songs)             | 51      |
| Nova Zelândia (Recorded Music NZ)     | 2       |
| Países Baixos (Mega Single Top 100)   | 28      |
| Suíça (Schweizer Hitparade)           | 39      |
| Reino Unido (Official Charts Company) | 31      |

## Vendas e certificações
| Região                                                                                             | Certificação | Vendas  |
| -------------------------------------------------------------------------------------------------- | ------------ | ------- |
| Austrália (ARIA)                                                                                   | Ouro         | 35,000^ |
| Dinamarca (IFPI Dinamarca)                                                                         | Ouro         | 4,000^  |
| Nova Zelândia (RMNZ)                                                                               | Ouro         | 5,000*  |
| Reino Unido (BPI)                                                                                  | Prata        | 200,000 |
| Suécia (GLF)                                                                                       | Ouro         | 15,000^ |
| *números de vendas baseados somente na certificação ^distribuições baseadas apenas na certificação |              |         |

## Histórico de lançamento
| País           | Data                   | Formato                           | Gravadora      |
| -------------- | ---------------------- | --------------------------------- | -------------- |
| Estados Unidos | 6 de fevereiro de 2006 | Rádios de sucessos contemporâneos | A&M Interscope |
| Estados Unidos | 6 de fevereiro de 2006 | Rádio rítmica                     | A&M Interscope |